# Mercedes W15
De Mercedes-AMG F1 W15 E Performance, afgekort algemeen bekend als Mercedes W15 is een Formule 1-auto die gebruikt wordt door het Formule 1-team van Mercedes in het seizoen 2024. De auto is de opvolger van de Mercedes W14 en werd onthuld op 14 februari 2024 in Silverstone. De W15 wordt bestuurd door Lewis Hamilton en George Russell, respectievelijk voor hun twaalfde (en laatste) en derde seizoen bij het team.

## Resultaten
| Kleur   | Resultaat                       |
| ------- | ------------------------------- |
| Goud    | Winnaar                         |
| Zilver  | Tweede plaats                   |
| Brons   | Derde plaats                    |
| Groen   | Gefinisht (punten behaald)      |
| Blauw   | Gefinisht (geen punten behaald) |
| Blauw   | Niet geklasseerd (NC)           |
| Paars   | Uitgevallen (DNF)               |
| Rood    | Niet gekwalificeerd (DNQ)       |
| Zwart   | Gediskwalificeerd (DSQ)         |
| Wit     | Niet gestart (DNS)              |
| Blanco  | Gewond (INJ)                    |
| Blanco  | Uitgesloten (EX)                |
| Blanco  | Teruggetrokken (WD)             |
| Blanco  | Niet deelgenomen                |
| 1, 2, 3 | Sprint positie (punten behaald) |
| P       | Poleposition                    |
| S       | Snelste ronde                   |

| Jaar | Chassis en banden | Motor                                | Coureurs       | 1   | 2   | 3   | 4   | 5   | 6   | 7   | 8   | 9   | 10  | 11  | 12   | 13  | 14  | 15  | 16  | 17  | 18  | 19   | 20  | 21  | 22  | 23  | 24  | Punten | WK-plaats |
| ---- | ----------------- | ------------------------------------ | -------------- | --- | --- | --- | --- | --- | --- | --- | --- | --- | --- | --- | ---- | --- | --- | --- | --- | --- | --- | ---- | --- | --- | --- | --- | --- | ------ | --------- |
| 2024 | W15 P             | Mercedes-AMG F1 M15 E Performance V6 |                | BHR | SAR | AUS | JPN | CHN | MIA | EMI | MON | CAN | SPA | OOS | GBR  | HON | BEL | NED | ITA | AZE | SIN | VST  | MXS | SAP | LSV | QAT | ABU | 468    | 4         |
| 2024 | W15 P             | Mercedes-AMG F1 M15 E Performance V6 | Lewis Hamilton | 7   | 9   | DNF | 9   | 29  | 6   | 6   | 7S  | 4S  | 3   | 64  | 1    | 3   | 1   | 8   | 5   | 9   | 6   | 6DNF | 4   | 10  | 2   | 612 | 4   | 468    | 4         |
| 2024 | W15 P             | Mercedes-AMG F1 M15 E Performance V6 | George Russell | 5   | 6   | 17† | 7   | 86  | 8   | 7S  | 5   | 3P  | 4   | 41  | DNFP | 8S  | DSQ | 7   | 7   | 3   | 4   | 56   | 5   | 64  | 1P  | 35P | 5   | 468    | 4         |

† — Coureur is niet gefinisht in de GP, maar heeft wel 90% van de race-afstand afgelegd, waardoor hij als geklasseerd genoteerd staat.